# Tirni Bani Hadil
Tirni Bani Hadil (arab. تيرنى بنى ھديل; fr. Terny Beni Hdiel)  – jedna z 53 gmin w prowincji Tilimsan, w Algierii, znajdująca się w centralnej części prowincji, około 11 km na południe od Tilimsan. W 2008 roku gminę zamieszkiwało 5737 osób. Numer statystyczny gminy w Office National des Statistiques d'Algérie to 1323.